# Борго Реденторе (Виченца)
Борго Реденторе је насеље у Италији у округу Виченца, региону Венето.
Према процени из 2011. у насељу је живело 78 становника. Насеље се налази на надморској висини од 92 м.